# Радіоактивність

Альфа-розпад це один з радіоактивних розпадів, під час якого ядро випускає альфа-частинку, таким чином перетворюючись на атом з меншим на 4 масовим числом і меншим на 2 атомним номером.

Радіоакти́вність (від лат. radio — «випромінюю» radius — «промінь» і activus — «дієвий») — явище перетворення нестійкого ізотопа хімічного елементу на інакший ізотоп (зазвичай іншого елемента) (радіоактивний розпад) шляхом випромінювання гамма-квантів, елементарних частинок або ядерних фрагментів. Ці дуже проникливі потоки частинок, іноді називають ядерним випромінюванням.

## Історія

Символ, що використовується для позначення радіоактивних матеріалів

Радіоактивність відкрив у 1896 році Антуан Анрі Беккерель. Сталося це випадково. Вчений працював із солями урану і загорнув свої зразки разом із фотопластинами в непрозорий матеріал. Фотопластини виявилися засвіченими, хоча доступу світла до них не було. Беккерель зробив висновок про невидиме оку випромінювання солей урану. Він дослідив це випромінювання і встановив, що інтенсивність випромінювання визначається тільки кількістю урану в препараті і зовсім не залежить від того, до яких сполук він входить. Тобто, ця властивість притаманна не сполукам, а хімічному елементу урану (докладніше див. Дослід радіоактивності Антуаном Анрі Беккерелем).
У 1898 році Гергард Шмідт та П'єр Кюрі і Марія Склодовська-Кюрі відкрили випромінювання торію. Пізніше Кюрі відкрили полоній та радій.
У 1903 році подружжю Кюрі було присуджено Нобелівську премію. На сьогодні відомо близько 40 природних елементів, яким властива радіоактивність.
Також, в даний час, крім альфа-, бета- і гамма-розпадів, помічено розпади з емісією нейтрона, протона (а також двох протонів), кластерна радіоактивність, спонтанний поділ, електронне захоплення, позитронний розпад (або β+-розпад), а також подвійний бета-розпад (і його види) зазвичай вважаються різними типами бета-розпаду.
Всі хімічні елементи з атомним номером, більшим за 83 — радіоактивні.
Природна радіоактивність — спонтанний розпад ядер елементів, що зустрічаються в природі.
Штучна радіоактивність — спонтанний розпад ядер елементів, отриманих штучним шляхом, через відповідні ядерні реакції.

## Типи радіоактивності

Альфа-частинки можна повністю зупинити за допомогою аркушу паперу, бета-частинки за допомогою алюмінієвого екрану. Гамма-промені можна зупинити лише із використанням значно істотнішої маси, такої як товстий шар свинцю.

Ернест Резерфорд експериментально встановив (1899), що солі урану випромінюють 3 типи променів, які по-різному відхиляються в магнітному полі:
- промені першого типу відхиляються так само, як потік додатно заряджених частинок. Їх назвали альфа-променями;
- промені другого типу відхиляються в магнітному полі так само, як потік негативно заряджених частинок (в протилежну сторону), їх назвали бета-променями;
- і промені третього типу, які не відхиляються магнітним полем, назвали гамма-променями.

Спектр α- і γ-випромінювань переривисті («дискретні»), а спектр β-випромінювання — неперервний.
β-розпад (Бета розпад)
Беккерель довів, що β-промені є потоком електронів. β-розпад — прояв слабкої взаємодії.
β-розпад — внутрішньо-нуклонний процес, тобто відбувається перетворення нейтрона в протон із вильотом електрона й антинейтрино з ядра:
{\displaystyle {}_{0}^{1}{\textrm {n}}\rightarrow {}_{1}^{1}{\textrm {p}}+{}_{-1}^{0}{\textrm {e}}} + γ
Правило зсуву Содді для β-розпаду:
{\displaystyle {}_{Z}^{A}{\textrm {X}}\rightarrow {}_{Z+1}^{A}{\textrm {Y}}+{}_{-1}^{0}{\textrm {e}}} + γ
Приклад:
{\displaystyle {}_{1}^{3}{\textrm {H}}\rightarrow {}_{2}^{3}{\textrm {He}}+{}_{-1}^{0}{\textrm {e}}} + γ
Після β-розпаду атомний номер елемента змінюється і він зміщується на одну клітинку в таблиці Менделєєва.
α-розпад (Альфа розпад)
α-розпадом називають мимовільний розпад атомного ядра на ядро-продукт і α-частинку (ядро атома {\displaystyle {}_{2}^{4}{\textrm {He}}}).
α-розпад є властивістю важких ядер з масовим числом А≥200. Всередині таких ядер завдяки властивості насичення ядерних сил, утворюються відособлення α-частинок, що складаються з двох протонів і двох нейтронів. Утворена таким чином α-частинка дужче відчуває кулонівське відштовхування від інших протонів ядра, ніж окремі протони. Одночасно на α-частинку менше впливає ядерне міжнуклонне притягання за рахунок сильної взаємодії, ніж на решту нуклонів.
Правило зсуву Содді для α-розпаду:
{\displaystyle {}_{Z}^{A}{\textrm {X}}\rightarrow {}_{Z-2}^{A-4}{\textrm {Y}}+{}_{2}^{4}{\textrm {He}}}.
Приклад:
{\displaystyle {}_{92}^{238}{\textrm {U}}\rightarrow {}_{90}^{234}{\textrm {Th}}+{}_{2}^{4}{\textrm {He}}}.
Внаслідок α-розпаду елемент зміщується на 2 клітинки до початку таблиці Менделєєва. Дочірнє ядро, що утворилося в результаті α-розпаду, зазвичай також виявляється радіоактивним і за деякий час теж розпадається.
Процес радіоактивного розпаду відбуватиметься доти, поки не з'явиться стабільне, тобто нерадіоактивне ядро, яким частіше за все є ядра свинцю або бісмуту.
γ-розпад (Гамма розпад)
Гамма-промені — це електромагнітні хвилі із довжиною хвилі, меншою за розміри атома. Вони утворюються зазвичай при переході ядра атома із збудженого стану в основний стан. При цьому кількість нейтронів чи протонів у ядрі не змінюється, а отже ядро залишається тим самим елементом. Однак випромінювання гамма-променів може супроводжувати й інші ядерні реакції.

## Період напіврозпаду
При радіоактивному розпаді відбуваються перетворення ядер атомів. Енергії частинок, які при цьому утворюються, набагато більші від енергій, що виділяються в типових хімічних реакціях. Тому ці процеси практично не залежать від хімічного оточення атома й від сполук, в які цей атом входить. Радіоактивний розпад відбувається мимохіть. Це означає, що неможливо визначити мить, коли розпадеться те чи інше ядро. Однак для кожного типу розпаду є характерний час, за який розпадається половина всіх радіоактивних ядер. Цей час називається періодом напіврозпаду. Для різних радіоактивних ізотопів період напіврозпаду може лежати в дуже широких межах — від наносекунд до мільйонів років. Ізотопи з малим періодом напіврозпаду дуже радіоактивні, але швидко зникають. Ізотопи з великим періодом напіврозпаду слабко радіоактивні, але ця радіоактивність зберігається дуже довгий час.

## Детектування
Детектування радіоактивного випромінювання засновано на його дії на речовину, зокрема її іонізації. Історично вперше радіація була зареєстрована завдяки почорнінню опроміненої фотопластинки. Фотоемульсії, в яких під дією радіації відбуваються хімічні реакції, і досі залишаються одним із методів детектування. Інший принцип детектування використовується в лічильниках Гейгера — виникнення несамостійного електричного розряду в опроміненому газі. Дозиметри, які реєструють не окремі акти пролітання швидкої зарядженої частинки, часто використовують зміну властивостей, наприклад провідності, опроміненого матеріалу.

## Одиниці вимірювання
Радіоактивність залежить від кількості нестабільних ізотопів і часу їхнього життя. Міжнародна система одиниць (SI) визначає одиницею вимірювання активності Бекерель — така кількість радіоактивної речовини, в якій за секунду відбувається один акт розпаду. Практично ця величина не дуже зручна, тому частіше використовують позасистемні одиниці — Кюрі. Іноді вживається одиниця резерфорд.
Щодо дії радіоактивного випромінювання на опромінені речовини, то використовуються ті ж одиниці, що й для рентгенівського випромінювання. Одиницею вимірювання дози поглинутого йонізуючого випромінювання в системі SI є Грей — така доза, при якій в кілограмі речовини виділяється один Джоуль енергії. Одиницею біологічної дії опромінення в системі SI є Зіверт. Позасистемна одиниця виділеної при опроміненні енергії — рад.
Така одиниця, як рентген є мірою не виділеної енергії, а йонізації речовини при радіоактивному опроміненні. Для вимірювання біологічної дії опромінювання використовується біологічний еквівалент рентгена — бер.
Для характеристики інтенсивності опромінення використовують одиниці, які описують швидкість набору дози, наприклад, рентген за годину.

## Взаємодія з матерією
Під час взаємодії з матерією, ядерне випромінювання здатне суттєво змінювати його фізичні властивості. У твердих тілах ядерне випромінювання викликає різні радіаційні пошкодження (дефекти). Важкі ядерні частинки, проходячи через матерію, вибивають атоми з вузлів кристалічної ґратки, переміщаючи їх у міжвузля. Так утворюються дефекти кристалів типу вакансія + атом у міжвузлі. При досить великій дозі опромінення кристалічне тіло може перейти в аморфний стан. Потоки швидких електронів енергією більше 1 Мев також здатні створювати дефекти типу вакансія + атом у міжвузлі. При енергіях менших 1 Мев втрати електронів зумовлені збудженням та іонізацією атомів і молекул мішені. Основним процесом при поглинанні матерією гамма-випромінювання є фотоіонізація атомів і утворення швидких фотоелектронів (див. Фотоефект). Останні втрачають свою енергію на іонізацію й збудження атомів мішені, як і при опроміненні швидкими електронами, з тією, однак, різницею, що гамма — кванти проникають на значно більшу глибину, ніж швидкі електрони з тією же енергією.
Альфа, бета та гама промені по-різному поводять себе у магнітному або електричному полях.

### Використання
Після захоплення нейтронів ядрами, виникає штучна радіоактивність опроміненого зразка (мішені); за спектрами випромінювання можна проводити радіаційний хімічний аналіз мішені.
Опромінення кремнію потоками повільних нейтронів і радіаційні перетворення 28Si→29P використовується для однорідного легування кремнію фосфором.

### Негативні наслідки
Взагалі всі електронні прилади зазнають погіршення (деградація) параметрів у результаті довгого впливу відносно слабкого ядерного випромінювання, або короткочасного впливу потужного ядерного випромінювання.
Ядерне випромінювання, пов'язане з природною радіоактивністю, може викликати неправильне спрацьовування в великих інтегральних схемах.

### Біологічна дія
Радіоактивне опромінення призводить до значного пошкодження живої тканини. Йонізація хімічних речовин в біологічній тканині створює можливість хімічних реакцій, які невластиві для біологічних процесів, й до утворення шкідливих речовин. Пошкодження радіацією ДНК викликає мутації. Робота з радіоактивними речовинами вимагає ретельного дотримання правил техніки безпеки. Радіоактивні речовини позначаються спеціальним символом, наведеним вгорі сторінки.
Радіоактивні речовини зберігаються в спеціальних контейнерах, сконструйованих таким чином, щоб поглинати радіоактивне випромінювання. Великою проблемою є захоронення радіоактивних відходів атомної енергетики.

## Застосування
Радіоактивні речовини можна використовувати для отримання енергії в умовах, коли інші джерела енергії не доступні, наприклад, на космічних апаратах, призначених для польотів до віддалених планет Сонячної системи. Енергія, яка виділяється під час радіоактивного розпаду в таких пристроях, може бути перетворена на електричну за допомогою термоелементів.
В медицині радіоактивне опромінення використовується при лікуванні деяких форм раку, розраховуючи на те, що ракові клітини, які швидко діляться, чутливіші до опромінення, а тому вражатимуться швидше.
Метод мічених атомів дозволяє провести аналіз обміну речовин в організмі й допомагає при діагностиці захворювань.
Датування за радіоактивними ізотопами допомагає встановити вік предметів та порід й застосовується в геології, археології, палеонтології.
Радіоактивність і радіоактивні речовини також широко використовуються в різних сферах наукових досліджень.
У практиці фізичних досліджень джерелами потужного ядерного випромінювання є ядерні реактори, слабкого — препарати, що містять штучні радіоактивні елементи.

## Йонізівні випромінювання
Усі види радіоактивних випромінювань, що супроводжують радіоактивність, називають іонізівними випромінюваннями. Йонізівне випромінювання — процес збудження та йонізації атомів речовини при проходженні крізь них гамма-квантів та частинок, що утворилися внаслідок α- та β-розпаду. У разі проходження, наприклад, гамма-квантів крізь речовину, кванти перетворюються на пару електрон-позитрон за умови, що енергія гамма-кванту перевищує енергію цих двох частинок (>1 МеВ). α-частинки швидко втрачають всю енергію, бо збуджують всі атоми, що трапляються на їх шляху (1-10 см на повітрі, 0,01-0,2 мм у рідинах). β-частинки менш ефективно взаємодіють з речовинами (2-3 м на повітрі, 1-10 мм у рідинах). γ-кванти найпроникливіші. Нейтрони, що не мають електричного заряду, безпосередньо не іонізують атоми. Проте в результаті взаємодії нейтронів з ядрами виникають швидкі заряджені частинки та гамма-кванти, що є іонізівними частинками.
Під час тривалого перебування людини в зоні радіоактивного випромінювання, відбувається йонізація та збудження її клітин. Внаслідок цього, клітини вступають у нові хімічні реакції та утворюють нові хімічні речовини, що порушують нормальне функціонування організму. Міра дії йонізівних випромінювань це поглинута доза випромінювання (Грей), що рівна відношенню переданої йонізівними випромінюваннями енергії до маси речовини (D=E/m). Потужність дози випромінювання вимірюється відношення поглинутої дози випромінювання до часу (Pв=D/t).
Радіоактивне випромінювання використовують при рентгенологічному обстеженні.

## Математика радіоактивного розпаду

### Універсальний закон радіоактивного розпаду
Радіоактивність є дуже частим прикладом експоненційного розпаду. Закон швидше описує статистичну поведінку великої кількості ядер ніж індивідуальний випадок. В наступних формулах, кількість ядер або сукупність ядер N, є звісно дискретною змінною (натуральне число) — але для будь-якого фізичного прикладу N настільки велике (L = 1023, стала Авогадро), що його можна трактувати як неперервну змінну. Диференціальні рівняння для моделювання ядерного розпаду потребують диференціальне числення.

#### Процес з одним розпадом
Розглянемо випадок розпаду нукліда A в інший нуклід B через якийсь процес A → B (утворення інших частинок подібних до електронне нейтрино 
ν
e і електронів e- в бета-розпаді, не значимо для нас). Розпад нестабільних ядер цілком випадковий і неможливо передбачити коли певний атом розпадеться. Однак, розпад однаково ймовірний будь-коли. Отже, для певного радіоізотопа кількість розпадів −dN, які очікуються впродовж маленького проміжку часу dt пропорційний до кількості наявних атомів N, що є
{\displaystyle -{\frac {\mathrm {d} N}{\mathrm {d} t}}\propto N.}
Різні радіонукліди розпадаються з різними швидкостями, отже кожний має свою сталу розпаду {\displaystyle \lambda }. Очікуваний розпад −dN/N є пропорційним до приросту часу, dt:
{\displaystyle -{\frac {\mathrm {d} N}{N}}=\lambda \mathrm {d} t}
Мінус свідчить, що величина N зменшується з часом, бо розпади відбуваються один за іншим. Розв'язком цього диференціального рівняння першого порядку є функція:
{\displaystyle N(t)=N_{0}\,e^{-{\lambda }t}=N_{0}\,e^{-t/\tau },\,\!}
де N0 це значення N в час t = 0.
У будь-який момент часу t ми маємо:
{\displaystyle N_{A}+N_{B}=N_{\mathrm {total} }=N_{A0},}
де Ntotal це стале число частинок, воно явно дорівнює початковій кількості ядер речовини A.
Якщо кількість нерозпалих ядер A є:
{\displaystyle N_{A}=N_{A0}e^{-{\lambda }t}\,\!}
тоді кількість ядер B, тобто кількість розпалих ядер A така
{\displaystyle N_{B}=N_{A0}-N_{A}=N_{A0}-N_{A0}e^{-{\lambda }t}=N_{A0}\left(1-e^{-{\lambda }t}\right).}
Кількість розпадів спостережених за певний проміжок часу підкоряється розподілу Пуассона. Якщо середня кількість розпадів є <N>, тоді ймовірність кількості розпадів N становить
{\displaystyle P(N)={\frac {\langle N\rangle ^{N}\exp(-\langle N\rangle )}{N!}}.}

#### Ланцюговий розпад

##### Ланцюг з двох розпадів
Тепер розглянемо випадок з двох розпадів у ланцюзі: один нуклід A розпадається в інший B, тоді B розпадається ще в наступний C, тобто A → B → C. Попереднє рівняння не можна застосувати до ланцюга розпадів, але його можна узагальнити. Оскільки A розпадається в B, тоді B розпадається в C, активність речовини A додає нукліди B, до того як ці нукліди речовини B розпадуться. Інакше кажучи, кількість ядер речовини другого покоління B збільшується у висліді розпаду речовини A і зменшується внаслідок власного розпаду в речовину третього покоління C. Сума цих двох доданків і дає закон для ланцюга розпаду для двох нуклідів:
{\displaystyle {\frac {\mathrm {d} N_{B}}{\mathrm {d} t}}=-\lambda _{B}N_{B}+\lambda _{A}N_{A}.}
Швидкість зміни NB, яка є dNB/dt, стосується змін кількості A і B, NB може зростати оскільки B утворюється з A і убувати оскільки B утворює C.
Переформулювання із використанням попередніх результатів:
{\displaystyle {\frac {\mathrm {d} N_{B}}{\mathrm {d} t}}=-\lambda _{B}N_{B}+\lambda _{A}N_{A0}e^{-\lambda _{A}t}}
Нижні індекси просто вказують на відповідні нукліди, тобто NA це кількість нуклідів типу A, NA0 це початкова кількість нуклідів типу A, λA це стала розпаду для A — і схоже для нукліда B. Розв'язання рівняння для NB дає:
{\displaystyle N_{B}={\frac {N_{A0}\lambda _{A}}{\lambda _{B}-\lambda _{A}}}\left(e^{-\lambda _{A}t}-e^{-\lambda _{B}t}\right).}
Природно, це рівняння зводиться до попереднього у випадку якщо B є стабільним нуклідом (λB = 0):
{\displaystyle \lim _{\lambda _{B}\rightarrow 0}\left[{\frac {N_{A0}\lambda _{A}}{\lambda _{B}-\lambda _{A}}}\left(e^{-\lambda _{A}t}-e^{-\lambda _{B}t}\right)\right]={\frac {N_{A0}\lambda _{A}}{0-\lambda _{A}}}\left(e^{-\lambda _{A}t}-1\right)=N_{A0}\left(1-e^{-\lambda _{A}t}\right),}
як показано вище для одиничного розпаду. Розв'язок можна знайти через використання інтегрувального множника, де інтегрувальний множник є eλBt і потім взяти визначений інтеграл від {\displaystyle 0} до {\displaystyle t.}

##### Ланцюг кількох розпадів
Для загального випадку будь-якої кількості послідовних розпадів у ланцюзі розпадів, тобто A1 → A2 ··· → Ai ··· → AD, де D це кількість розпадів і i це індекс (i = 1, 2, 3, ...D), кожну сукупність нуклідів можна знайти у виразах попередніх сукупностей. У випадку N2 = 0, N3 = 0,…, ND = 0. Використовуючи попередній результат в рекурсивній формі:
{\displaystyle {\frac {\mathrm {d} N_{j}}{\mathrm {d} t}}=-\lambda _{j}N_{j}+\lambda _{j-1}N_{(j-1)0}e^{-\lambda _{j-1}t}.}
Загальний розв'язок для рекурсивної задачі можна отримати через рівняння Бейтмана:
{\displaystyle N_{D}={\frac {N_{1}(0)}{\lambda _{D}}}\sum _{i=1}^{D}\lambda _{i}c_{i}e^{-\lambda _{i}t}}
{\displaystyle c_{i}=\prod _{j=1,i\neq j}^{D}{\frac {\lambda _{j}}{\lambda _{j}-\lambda _{i}}}}

#### Альтернативні шляхи розпаду
В усіх попередніх прикладах, початковий нуклід розпадався лише в один продукт. Розглянемо випадок коли один початковий нуклід може розпадатись в один з двох продуктів, тобто або двома процесами A → B і A → C одночасно. Для будь-якого часу t маємо:
{\displaystyle N=N_{A}+N_{B}+N_{C}}
оскільки загальна кількість ядер залишається тією самою. Диференціюємо щодо часу:
{\displaystyle {\begin{aligned}{\frac {\mathrm {d} N_{A}}{\mathrm {d} t}}&=-\left({\frac {\mathrm {d} N_{B}}{\mathrm {d} t}}+{\frac {\mathrm {d} N_{C}}{\mathrm {d} t}}\right)\\-\lambda N_{A}&=-N_{A}\left(\lambda _{B}+\lambda _{C}\right)\\\end{aligned}}}
визначення підсумкова стала розпаду λ в термінах суми часткових сталих розпаду λB і λC:
{\displaystyle \lambda =\lambda _{B}+\lambda _{C}.}
Зауважте, що
{\displaystyle {\frac {\mathrm {d} N_{A}}{\mathrm {d} t}}<0,{\frac {\mathrm {d} N_{B}}{\mathrm {d} t}}>0,{\frac {\mathrm {d} N_{C}}{\mathrm {d} t}}>0.}
Розв'язуючи це рівняння для NA:
{\displaystyle N_{A}=N_{A0}e^{-\lambda t}.}
де NA0 це початкова кількість ядер A. Сталі розпаду λB і λC визначають імовірність розпаду в B або C так:
{\displaystyle N_{B}={\frac {\lambda _{B}}{\lambda }}N_{A0}\left(1-e^{-\lambda t}\right),}
{\displaystyle N_{C}={\frac {\lambda _{C}}{\lambda }}N_{A0}\left(1-e^{-\lambda t}\right).}
тому що частина ядер λB/λ розпадається в B, а частина ядер λC/λ розпадається в C.